# SN 2007fl
SN 2007fl – supernowa typu II odkryta 8 lipca 2007 roku w galaktyce A010956-0331. W momencie odkrycia miała maksymalną jasność 19,50m.